# Camponotus attila
Camponotus attila är en myrart som beskrevs av Staercke 1935. Camponotus attila ingår i släktet hästmyror, och familjen myror. Inga underarter finns listade.